# Is There Something I Should Know?
Singles de Duran Duran
Rio
(1982) Union of the Snake
(1983)
Is There Something I Should Know? est une chanson du groupe Duran Duran sortie en single en 1983. Ce titre est présent sur la réédition du premier album du groupe, Duran Duran, initialement sorti en 1981.

## Historique
Is There Something I Should Know? est enregistrée à Londres, avec le producteur Ian Little, en décembre 1982. Initialement pensé comme un single indépendant, il est intégré en 1983 à la réédition américaine du premier album Duran Duran. Le premier album et ses singles n'avaient été que très peu diffusés aux États-Unis. Le groupe n'y était pas assez connu. Cependant, le succès du second album, Rio en 1982, porté par la diffusion des clips sur MTV, relance l’intérêt du marché américain pour Duran Duran. Capitol et EMI décident donc de rééditer le premier album en avril 1983, avec un tout nouveau single. En raison du temps limité d'un vinyle, le rajout de Is There Something I Should Know? provoque la suppression de To The Shore. Elle sera cependant « réintégrée » à la suite de l'édition en disque compact de Duran Duran.
En 1983 et 1984, la chanson sert d'ouverture à la tournée pour l'album Seven and the Ragged Tiger ainsi que pour le concert caritatif au Villa Park de Birmingham le 23 juillet 1983.

## Clip
Le clip est réalisé par l'Australien Russell Mulcahy, qui collabore ici pour la 8e fois avec Duran Duran. Utilisant abondamment le split screen, la vidéo montre le groupe dans des décors assez abstraits et fades avec des objets de couleurs vives dont une pyramide. Il y a aussi des images en noir et blanc avec quelques objets de couleur. La vidéo intègre par ailleurs des extraits de précédents clips du groupe, dont My Own Way.
Le groupe  Sugar Ray reprendra plusieurs éléments du clip pour les besoins de celui de leur titre When It's Over en 2001.

## Liste des titres
| 1. Is There Something I Should Know? – 4:11 2. Faith in This Colour (Alternate Slow Mix) – 4:06 1. Is There Something I Should Know? (Monster Mix) – 6:43 2. Faith in This Colour – 4:06 1. Is There Something I Should Know? – 4:07 2. Careless Memories (version album) – 3:53 1. Is There Something I Should Know? (Monster Mix) – 6:40 2. Faith in This Colour – 4:05 | 1. Is There Something I Should Know? (Monster Mix) – 6:43 2. Is There Something I Should Know? (Short Mix / version single) – 4:06 3. Faith in This Colour – 4:04 1. Is There Something I Should Know? – 4:11 2. Faith in This Colour – 4:05 3. Is There Something I Should Know? (Monster Mix) – 6:40 4. Faith in This Colour (Alternate Slow Mix) – 4:05 - Le Monster Mix a été réalisé par Alex Sadkin, Ian Little et Phil Thornalley. |

## Classements
| Pays et classement              | Meilleure position |
| ------------------------------- | ------------------ |
| Royaume-Uni - UK Singles Chart  | 1                  |
| Australie                       | 4                  |
| Canada - Canadian Singles Chart | 3                  |
| Irlande - Irish Singles Chart   | 2                  |
| Norvège - VG-lista              | 10                 |
| Suède - Sverigetopplistan       | 16                 |
| Suisse - Schweizer Hitparade    | 7                  |
| États-Unis - Billboard Hot 100  | 4                  |

## Crédits
Duran Duran
- Simon Le Bon : chant principal
- Nick Rhodes : claviers, synthétiseur
- John Taylor : guitare basse, chœurs
- Roger Taylor : batterie, percussions
- Andy Taylor : guitare, chœurs

Autre
- Colin Thurston : producteur, ingénieur du son
- Ian Little : producteur

## Reprises
La chanson a été reprise notamment par The Mr. T Experience, Harvey Danger et allSTARS*. Par ailleurs, elle est parodiée par The Fringemunks pour résumer l'épisode 13 de la saison 2 de la série télévisée américaine Fringe.